# Bajo Culubre
Bajo Culubre es un corregimiento del distrito de Almirante, en la provincia de Bocas del Toro, República de Panamá. Fue fundado el 19 de octubre de 2020, segregado del corregimiento de Nance de Riscó.